# Sileshi Sihine
Sileshi Sihine (Sheno, 29 de janeiro de 1983) é um corredor de longa distância da Etiópia.
Compatriota e atleta da mesma geração do fundista Kenenisa Bekele, sua carreira é conhecida por conquistar os segundos lugares e medalhas de prata em quase todas as provas de fundo em que corre contra Bekele, sempre o vencedor. Por outro lado, os dois sempre vencem os demais africanos que participam das mesmas provas, principalmente nos grandes eventos internacionais do atletismo, como os Jogos Olímpicos e o Campeonato Mundial.
Sihine começou a correr na escola, inspirado pelos sucessos do idolo Haile Gebrselassie, e após o sucesso nos campeonatos de juniores, tornou-se um corredor à altura dos melhores de seu país, principalmente no cross-country. Vencedor dos 10.000 m nos Jogos Afro-Asiáticos de 2003, no mesmo ano foi um dos três etíopes que conquistaram as medalhas de ouro, prata e bronze no Mundial de Atletismo de Atenas, na Grécia, junto a Gebrselassie e Bekele. Sileshi ficou com o bronze.
No ano seguinte, começou a sua coleção de medalhas de prata, com o segundo lugar nos 10.000 m dos Jogos Olímpicos de Atenas, atrás de Bekele.
Em 2005, mais duas pratas e mais dois ouros para Bekele, nos 5.000 m e 10.000 m do Campeonato Mundial de Atletismo em Helsinque.
Em 2006, nova medalha de prata contra Bekele no Campeonato Mundial de Cross-Country, feito repetido no Mundial do ano seguinte, em Osaka, Japão, nos 10.000 m.
Em 2008, nos Jogos Olímpicos de Pequim, Sihine conquistou sua sexta medalha de prata em eventos internacionais de grande porte, chegando novamente atrás de Kenenisa Bekele, que sagrou-se bicampeão dos 10.000 m olímpicos na oportunidade.
Ele é casado com a bicampeã olímpica Tirunesh Dibaba.
Personal Best:
| PERFORMANCE   | WIND     | PLACE | DATE                   |             |
| ------------- | -------- | ----- | ---------------------- | ----------- |
| 3000 Metres   | 7:29.92  |       | Rieti                  | 28 AUG 2005 |
| 5000 Metres   | 12:47.04 |       | Roma (Stadio Olimpico) | 02 JUL 2004 |
| 10,000 Metres | 26:39.69 |       | Hengelo                | 31 MAY 2004 |
| 10 Kilometres | 27:56    |       | Nijmegen               | 21 NOV 2004 |
| 15 Kilometres | 41:38    |       | Nijmegen               | 21 NOV 2004 |
| 20 Kilometres | 58:09    |       | Edmonton               | 01 OCT 2005 |
| Half Marathon | 1:01:14  |       | Edmonton               | 01 OCT 2005 |